# Gondelbahn Rellerli

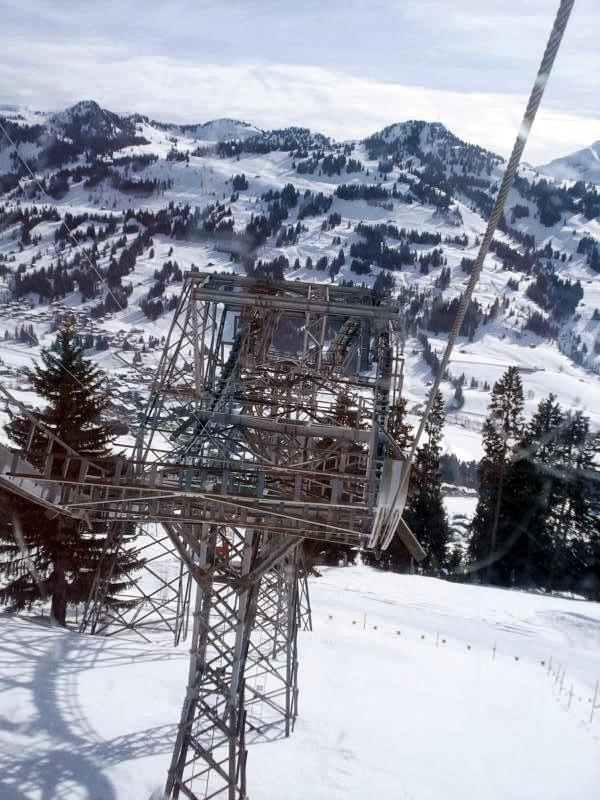
Die Kurvenstütze von oben fotografiert

Die Gondelbahn Rellerli war eine 2080 Meter lange Gondelbahn vom Dorf Schönried auf den nordwestlich gelegenen Rellerligrat im Schweizer Kanton Bern. Am 6. Januar 2019 fuhr die Bahn zum letzten Mal. 
Die Talstation der kuppelbaren 6er Kabinenbahn, die von der Maschinenfabrik Habegger in Thun erbaut wurde, liegt auf 1242 m. ü. M.; die Bergstation auf 1830 m. ü. M. Die Anlage wies eine Höchstgeschwindigkeit von 4 m/s auf, die Fahrzeit betrug bei Maximalgeschwindigkeit ungefähr 9 Minuten. Die Transportkapazität lag bei höchstmöglicher Bestückung (max. erlaubte Anzahl an Fahrbetriebsmitteln auf Strecke) bei 1200 Personen pro Stunde.
Die Gondelbahn Rellerli besass als Besonderheit eine Kurvenstütze (Ablenkung mittels schrägen Rollen, wie u. a. bei Skiliften und Sesselbahnen üblich), die von weitem durch ihre wellenartige Form auffiel. Sie war mit der für Bahnen des Herstellers Habegger üblichen Giovanola-Schwerkraftklemme ausgerüstet, war jedoch eine der wenigen Anlagen des Herstellers, bei der Antrieb- und Spannscheibe horizontal zu liegen kommen. Die Kabinen wurden in den Stationen von den üblichen Gummibandbeschleunigern bzw. -verzögerern und Kettenförderern transportiert.